# Evert Rabbers
Evert Rabbers (Woolde-Hengelo, 30 januari 1875 – Enschede, 25 december 1967) was een Nederlandse kunstschilder.

## Leven en werk
Evert Rabbers werd in 1875 geboren in de buurtschap Woolde, gemeente Hengelo. Hij verhuisde als kind met zijn ouders naar Enschede. Al tijdens zijn lagere schooltijd bleek hij een talentvol tekenaar. Tijdens zijn HBS-tijd werd hij gestimuleerd door zijn teken- en schilderleraar Jan Harm Weijns (1864-1945). In zijn schoolperiode begeleidde Evert als gids in het Twentse landschap onder andere Max Liebermann (1847-1935). Na de hbs vertrok hij naar Den Haag om in dienst te treden van de hoffotograaf Franz Ziegler (1893-1939).
In Den Haag kwam Rabbers in contact met de kunstschilder Bernard Blommers (1845-1914). Via Blommers leerde hij onder andere Jozef Israëls kennen, die leermeester van Blommers was geweest. Evert Rabbers had als fotograaf gevoel voor de streekcultuur. Hij maakte als zodanig verschillende series over de lokale kermis en markt.
Zijn passie lag echter bij het schilderen. Hij volgde een cursus bij de Tekenschool ABC in Amsterdam. Hij trok vaak stad en land in om te werken aan realistisch weergegeven impressies van het dagelijks leven in Twente en de Achterhoek. Met Max Liebermann, Herman van der Worp (1849-1941) en Arnold Marc Gorter (1866-1933) schilderde Evert Rabbers regelmatig in de omgeving van Delden en Twickel. Het grootste deel van zijn schilderijen maakte Rabbers echter in of in de directe omgeving van Enschede. 
Paarden, mensen en het platteland waren zijn specialiteit, maar daarnaast ook stillevens, portretten, bloemen en fruitmarkten. De toenmalige Minister Henk Beernink was een groot liefhebber van het werk van Evert Rabbers.
Op 17 november 1904 trouwde hij met Henriëtte Johanna Willemina Wegereef, een dochter van de Enschedese aannemer. Uit het huwelijk werden twee zoons geboren.
In 1918 kwam hij met Bert Henri Bolink en een aantal van diens leerlingen en andere liefhebbers bij elkaar in een lokaal van de HBS te Enschede om te tekenen naar model. Deze groep werd bekend onder de naam Tekenclub of Kunstclub.
Deze Tekenclub had echter geen enkele status in Twente maar stond wel aan de wieg van Twentsche Kunstkring (1934). Bekende leden van de Twentsche Kunstkring waren naast Evert Rabbers onder andere Bolink, Kees Broerse, Gerard C. Krol, Jan Broeze,  Pieter Arie Nijgh, Willem de Wijs, Riem Visser en Ina Scholten-van Heek. Ze waren kunstenaars met hart en ziel. Dat is voelbaar en zichtbaar in hun werk. Er werd van alles geschilderd en getekend. De kunstenaars werkten meestal in de stijl van de Haagse School. Zij schilderden vaak gezamenlijk, naar model, in de natuur of elkaar. Zo ontstond een uniek tijdsbeeld van Twente tussen 1900 en 1950.
De Twentsche Kunstkring slaagde er echter niet in jonge kunstenaars aan zich te binden, ze stond bij de jongeren bekend als ‘behoudzuchtige en dictatoriaal geregeerde club’, zoals Riemko Holtrop dat jaren later formuleerde. In de loop van de jaren '60 verdween de Twentsche Kunstkring uit beeld.
Al voor de Tweede Wereldoorlog ontbrak het Evert Rabbers niet aan erkenning. Niet alleen in Twente, maar ook nationaal en internationaal maakte hij naam. Hij verkocht werk tot in Engeland. 
Rabbers was geen broodschilder. Zijn financiële positie was zodanig dat hij niet direct van zijn werk hoefde te leven. Van de honderden werken die hij heeft gemaakt heeft hij er ongeveer vijftien tot twintig verkocht.
Evert Rabbers is tot na zijn tachtigste als kunstenaar actief gebleven.

## Verenigingslid
Rabbers was lid van de Tekenclub (vanaf 1918) en de Twentsche Kunstkring (1934).
Daarnaast was hij lid van de Haagse Kunstenaarsvereniging St. Lucas en hij exposeerde er ook.

## Tentoonstellingen (selectie)
Evert Rabbers ging zeer selectief te werk bij het tentoonstellen en verkopen van zijn werk. Wel maakte hij deel uit van een aantal groepstentoonstellingen van De Twentsche Kunstkring. 
- 1906   Amsterdam, Stedelijk Museum, Jubileumtentoonstelling der Vereeniging “Sint Lucas” ter    gelegenheid van haar 25-jarig bestaan.
- 1927   Enschede, Gemeentelijk Lyceum, groepstentoonstelling Kunst- of Tekenclub.
- 1939   Hengelo, Concertgebouw. Kersttentoonstelling De Twentsche Kunstkring.
- 1941   Enschede, Gemeentelijk Lyceum,  groepstentoonstelling De Twentsche Kunstkring.
- 1961	Enschede, Rijksmuseum Twenthe,  groepstentoonstelling De Twentsche Kunstkring.
- 1975  Enschede, De Hölterhof, tentoonstelling van de Stichting Historische Sociëteit Enschede-Lonneker.
- 1993  Oldenzaal, Palthehuis, solotentoonstelling.
- 2013   Enschede, Twentse Welle, groepstentoonstelling De Twentsche Kunstkring.
- 2014   Geesteren (Gld.), NH Kerk, Zomerexpositie 'Schilderkunst in Oost Nederland'.

Evert Rabbers overleed op 92-jarige leeftijd in 1967 te Enschede. In 1980 schonk zijn zoon Guus het werk van zijn vader aan de Stichting Collectie Evert Rabbers. De Stichting  had de ongeveer 150 kunstwerken van de collectie opgeslagen bij de Museumfabriek in Enschede. Omdat, meer dan 50 jaar na de dood van de kunstenaar, de Stichting Collectie Evert Rabbers zichzelf wilde opheffen, nam het Openluchtmuseum Ootmarsum de volledig collectie over.